# Kisaki (Singida MC)
Kisaki ist ein Verwaltungsbezirk (englisch Ward) des Distrikts Singida (MC) in der tansanischen Region Singida.

## Geografie
Kisaki ist ein Bezirk im nördlichen Zentralteil von Tansania im Süden der Regionshauptstadt Singida Bei der Volkszählung 2022 lebten 9142 Menschen in 1740 Haushalten auf einer Fläche von 60 Quadratkilometern.
Der Bezirk grenzt im Süden an den Distrikt an Ikungi und sonst an Bezirke des Distrikts Singida (MC):
|          | Kindai Misuna                               | Mungumaji   |
| Unyianga | Kompassrose, die auf Nachbargemeinden zeigt | Unyamikumbi |
| Kituntu  | Makiungu                                    | Mungaa      |

## Gliederung
Der Bezirk besteht aus vier Gemeinden (swahili Mtaa) mit neun Orten (Kitongoji):
| Ng'aida | Ikenga | Kisaki - Kisaki A - Kisaki B - Iyangi - Irao - Kitope | Unyamikumbi B - Ghalu - Nkhambi - Ilahu - Idumunku |

## Infrastruktur
- Bildung: Die Kisaki Secondary School ist eine staatliche weiterführende Schule mit einer Ausbildung bis zur 4. Stufe.[7]
- Gesundheit: Im Bezirk liegen zwei staatliche Apotheken.[8][9]
- Eisenbahn: Durch Kisaki verläuft die Eisenbahnlinie von Singida nach Manyoni.[10]